# Trupanea orfila
Trupanea orfila är en tvåvingeart som först beskrevs av Erich Martin Hering 1940.  Trupanea orfila ingår i släktet Trupanea och familjen borrflugor.
Artens utbredningsområde är Etiopien. Inga underarter finns listade i Catalogue of Life.